# Liste der denkmalgeschützten Objekte in Krásnohorské Podhradie
Die Liste der denkmalgeschützten Objekte in Kobeliarovo enthält die 27 nach slowakischen Denkmalschutzvorschriften geschützten Objekte in der Gemeinde Krásnohorské Podhradie im Okres Rožňava.

## Denkmäler
| Foto |                 | Denkmal / č. ÚZPF                                 | Standort / Konskr. Nr.                                             | Offizielle Beschreibung                              | Beschreibung                                  | Metadaten                                                       |
| ---- | --------------- | ------------------------------------------------- | ------------------------------------------------------------------ | ---------------------------------------------------- | --------------------------------------------- | --------------------------------------------------------------- |
| ja   | Datei hochladen | Mausoleum(sk) ObjektID: 808-521/1                 | 399 Standort KG: Krásnohorské Podhradie Konskr.Nr.: 399            | rod.Andrássy; Andrássyovské mauzóleum                | Mausoleum der Familie Andrassy                | č. NKP: 808-521/1 Stand des NKP: Name: MAUZÓLEUM                |
| ja   | Datei hochladen | Park(sk) ObjektID: 808-521/2                      | Standort KG: Krásnohorské Podhradie Konskr.Nr.:                    |                                                      |                                               | č. NKP: 808-521/2 Stand des NKP: Name: PARK                     |
| ja   | Datei hochladen | Wohnturm(sk) ObjektID: 808-518/1                  | 476 Standort KG: Krásnohorské Podhradie Konskr.Nr.: 476            |                                                      |                                               | č. NKP: 808-518/1 Stand des NKP: Name: VEŽA OBYTNÁ              |
| ja   | Datei hochladen | Burgpalast(sk) ObjektID: 808-518/2                | 476 Standort KG: Krásnohorské Podhradie Konskr.Nr.: 476            |                                                      |                                               | č. NKP: 808-518/2 Stand des NKP: Name: PALÁC HRADNÝ             |
| BW   | Datei hochladen | östliches Befestigungstor(sk) ObjektID: 808-518/3 | 476 Standort KG: Krásnohorské Podhradie Konskr.Nr.: 476            |                                                      |                                               | č. NKP: 808-518/3 Stand des NKP: Name: BRÁNA OPEVNENIA VÝCHODNÁ |
| BW   | Datei hochladen | Burgbrunnen(sk) ObjektID: 808-518/4               | 476 Standort KG: Krásnohorské Podhradie Konskr.Nr.: 476            |                                                      |                                               | č. NKP: 808-518/4 Stand des NKP: Name: STUDŇA HRADNÁ            |
|      | Datei hochladen | Küche mit Bäckerei(sk) ObjektID: 808-518/5        | 476 KG: Krásnohorské Podhradie Konskr.Nr.: 476                     |                                                      |                                               | č. NKP: 808-518/5 Stand des NKP: Name: KUCHYŇA S PEKÁRŇOU       |
|      | Datei hochladen | Arkadengang(sk) ObjektID: 808-518/6               | 476 KG: Krásnohorské Podhradie Konskr.Nr.: 476                     |                                                      |                                               | č. NKP: 808-518/6 Stand des NKP: Name: CHODBA ARKÁDOVÁ          |
|      | Datei hochladen | Burgmauer(sk) ObjektID: 808-518/7                 | 476 KG: Krásnohorské Podhradie Konskr.Nr.: 476                     |                                                      |                                               | č. NKP: 808-518/7 Stand des NKP: Name: MÚR HRADBOVÝ             |
| BW   | Datei hochladen | nordwestliche Bastion(sk) ObjektID: 808-518/8     | 476 Standort KG: Krásnohorské Podhradie Konskr.Nr.: 476            |                                                      |                                               | č. NKP: 808-518/8 Stand des NKP: Name: BAŠTA SEVEROZÁPADNÁ      |
| BW   | Datei hochladen | nordöstliche Bastion(sk) ObjektID: 808-518/9      | 476 Standort KG: Krásnohorské Podhradie Konskr.Nr.: 476            |                                                      |                                               | č. NKP: 808-518/9 Stand des NKP: Name: BAŠTA SEVEROVÝCHODNÁ     |
| ja   | Datei hochladen | Bastion mit Kapelle(sk) ObjektID: 808-518/10      | 476 Standort KG: Krásnohorské Podhradie Konskr.Nr.: 476            | r.k.Narodenia P.M.; Dobogó                           | römisch-katholische Kirche Mariä Geburt       | č. NKP: 808-518/10 Stand des NKP: Name: BAŠTA S KAPLNKOU        |
|      | Datei hochladen | Burgpalast(sk) ObjektID: 808-518/11               | 476 KG: Krásnohorské Podhradie Konskr.Nr.: 476                     | Rákocziho palác                                      | Palast Rákoczy                                | č. NKP: 808-518/11 Stand des NKP: Name: PALÁC HRADNÝ            |
|      | Datei hochladen | Burgpalast(sk) ObjektID: 808-518/12               | 476 KG: Krásnohorské Podhradie Konskr.Nr.: 476                     | s prejazdom; Františkino múzeum                      | Museum Franziska                              | č. NKP: 808-518/12 Stand des NKP: Name: PALÁC HRADNÝ            |
| BW   | Datei hochladen | Kanonenterrasse(sk) ObjektID: 808-518/13          | 476 Standort KG: Krásnohorské Podhradie Konskr.Nr.: 476            |                                                      |                                               | č. NKP: 808-518/13 Stand des NKP: Name: TERASA DELOVÁ           |
|      | Datei hochladen | Befestigungstor(sk) ObjektID: 808-518/14          | 476 KG: Krásnohorské Podhradie Konskr.Nr.: 476                     |                                                      |                                               | č. NKP: 808-518/14 Stand des NKP: Name: BRÁNA OPEVNENIA         |
|      | Datei hochladen | Kaserne(sk) ObjektID: 808-518/15                  | 476 KG: Krásnohorské Podhradie Konskr.Nr.: 476                     |                                                      |                                               | č. NKP: 808-518/15 Stand des NKP: Name: KASÁRNE                 |
| BW   | Datei hochladen | vor dem Tore(sk) ObjektID: 808-518/16             | 476 Standort KG: Krásnohorské Podhradie Konskr.Nr.: 476            | Čestné nádvorie                                      | Ehrenhof                                      | č. NKP: 808-518/16 Stand des NKP: Name: PREDBRÁNIE              |
| BW   | Datei hochladen | Park(sk) ObjektID: 808-518/17                     | 476 Standort KG: Krásnohorské Podhradie Konskr.Nr.: 476            |                                                      |                                               | č. NKP: 808-518/17 Stand des NKP: Name: PARKAN                  |
| BW   | Datei hochladen | Parkmauer(sk) ObjektID: 808-518/18                | 476 Standort KG: Krásnohorské Podhradie Konskr.Nr.: 476            |                                                      |                                               | č. NKP: 808-518/18 Stand des NKP: Name: MÚR PARKANOVÝ           |
| ja   | Datei hochladen | Denkmal(sk) ObjektID: 808-11611/1                 | Lipová ul. Standort KG: Krásnohorské Podhradie Konskr.Nr.:         | Andrássyová Františka; pomník Františky Andrássyovej | Denkmal für Františka Andrássyová (1838–1902) | č. NKP: 808-11611/1 Stand des NKP: Name: POMNÍK                 |
| BW   | Datei hochladen | Park(sk) ObjektID: 808-11611/2                    | Lipová ul. Standort KG: Krásnohorské Podhradie Konskr.Nr.:         |                                                      |                                               | č. NKP: 808-11611/2 Stand des NKP: Name: PARK                   |
|      | Datei hochladen | Befestigung und Tor(sk) ObjektID: 808-11611/3     | Lipová ul. KG: Krásnohorské Podhradie Konskr.Nr.:                  | kovové                                               |                                               | č. NKP: 808-11611/3 Stand des NKP: Name: OPLOTENIE S BRÁNOU     |
| ja   | Datei hochladen | Kirche(sk) ObjektID: 808-520/0                    | Lipová ul. Standort KG: Krásnohorské Podhradie Konskr.Nr.:         | r.k.Všetkých svätých                                 | römisch-katholische Allerheiligenkirche       | č. NKP: 808-520/0 Stand des NKP: Name: KOSTOL                   |
| ja   | Datei hochladen | Schule(sk) ObjektID: 808-11610/1                  | Lipová ul. 115 Standort KG: Krásnohorské Podhradie Konskr.Nr.: 115 | solitér; Františkina škola                           | Franziskaschule                               | č. NKP: 808-11610/1 Stand des NKP: Name: ŠKOLA                  |
| BW   | Datei hochladen | Landschaftsbau(sk) ObjektID: 808-11610/2          | Lipová ul. 115 Standort KG: Krásnohorské Podhradie Konskr.Nr.: 115 | školská záhrada                                      | Schulgarten                                   | č. NKP: 808-11610/2 Stand des NKP: Name: ÚPRAVA SADOVNÍCKA      |
| BW   | Datei hochladen | Galerie(sk) ObjektID: 808-519/0                   | Lipová ul. 122 Standort KG: Krásnohorské Podhradie Konskr.Nr.: 122 | Budova býv.obrazárne                                 | frühere Gemäldegalerie                        | č. NKP: 808-519/0 Stand des NKP: Name: GALÉRIA                  |

## Legende
Die Tabelle enthält im Einzelnen folgende Informationen:
| Foto:                    | Fotografie des Denkmals. |
| Denkmal / č. ÚZPF:       | Die Übersetzung der Bezeichnung des Denkmals, wie sie vom Slowakischen Denkmalamt (Pamiatkový úrad Slovenskej republiky) verwendet wird. Die Originalbezeichnung ist unter dem Fragezeichen angegeben. Fehlt die Übersetzung, so wird die Originalbezeichnung direkt angezeigt. Weiters ist die Objekt-Identifikationsnummer (Objekt ID) angeführt. Sie ist die offizielle, in der Slowakei eindeutige Nummer č. ÚZPF inklusive der zugehörigen Zählnummer, wie sie in den Daten des Denkmalamtes angegeben wird. Da diese nur innerhalb eines Landkreises gezählt wird, ist dessen Nummer der Denkmalnummer vorangestellt. |
| Standort:                | Wenn in der Liste vorhanden, ist die Adresse angegeben. In Klammern kann sich noch eine zusätzliche Adresse befinden, wenn es beispielsweise ein Eckhaus ist. Bei freistehenden Objekten ohne Adresse (zum Beispiel bei Bildstöcken) ist eine Adresse angegeben, die in der Nähe des Objekts liegt. Durch Aufruf des Links Standort wird die Lage des Denkmals in verschiedenen Kartenprojekten angezeigt. Darunter sind die Katastralgemeinde (KG) und, wenn vorhanden, die Konskriptionsnummer (Konskr. Nr.) angegeben.                                                                                                   |
| Offizielle Beschreibung: | Es ist die Kurzbeschreibung auf Slowakisch, wie sie in den offiziellen Listen angegeben ist, eingetragen. |
| Beschreibung:            | Kurze Angaben zum Denkmal auf Deutsch. |
| Metadaten:               | Zusätzlich werden, wenn in den persönlichen Einstellungen das Helferlein Dauerhaftes Einblenden von Metadaten aktiviert ist, ebensolche angezeigt. |

- Karte mit allen Koordinaten:
- OSM |
- WikiMap